# Buchholz (Türingia)
Buchholz település Németországban, azon belül Türingiában. Lakosainak száma 228 fő (2014. január 2.).

## Népesség
A település népességének változása:

| 2014 | 228 |